# Зантарая Георгій Малхазович

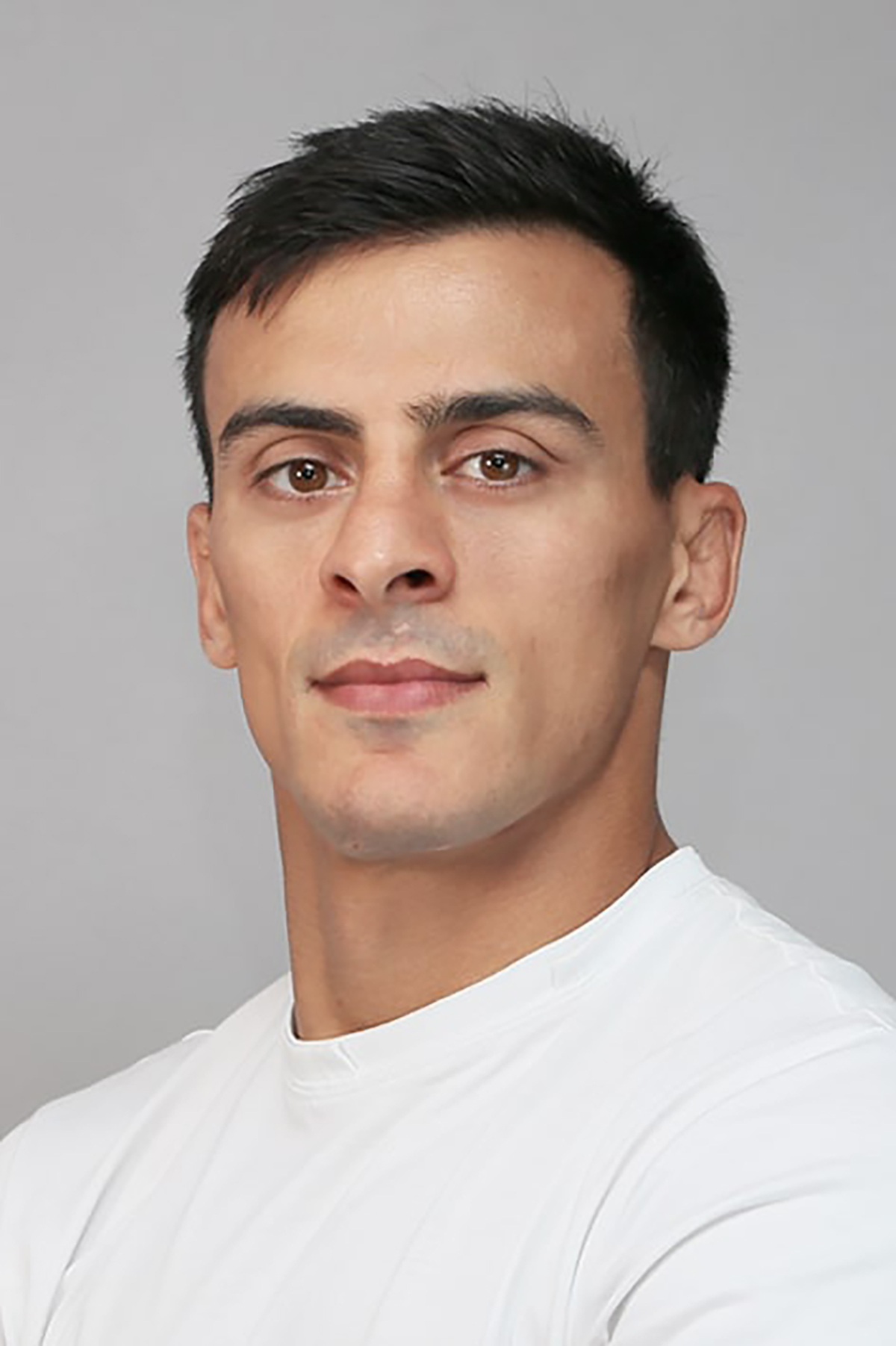
фотопортрет Георгій Зантарая

Георгій Малхазович Зантарая (нар. 21 жовтня 1987, Грузинська РСР) — український дзюдоїст грузинського походження. 
Чемпіон світу, Чемпіон Європи, Переможець Європейських ігор, 
заслужений майстер спорту, Перший чемпіон світу з дзюдо в історії України, депутат Київської міської ради від партії "Слуга Народу". Голова Святошинської РДА м. Києва (з 26.05.2025).

## Освіта
З 8 до 16 років тренувався у В. М. Брімана, згодом у В. В. Дуброви.
Здобув вищу освіту, у 2009 році закінчив Закарпатський державний університет за спеціальністю «Право». 
У 2013 році закінчив Кам'янець-Подільський національний університет імені Івана Огієнка за спеціальністю «Фізичне виховання».
Рідна мова українська, вільно володіє грузинською, російською та англійською мовами.

## Трудова діяльність
3 2004 р. і до сьогодні  Міністерство молоді та спорту України (управління «Укрспортзабезпечення»). 
У період з 2007 - 2020 рр. працював у  Службі Безпеки України. 
Звання: Майор Служби Безпеки України
З 2020 р. депутат Київської міської ради від партії “Слуга народу”.

## Кар'єра

### Досягнення на юнацьких та молодіжних турнірах.
2003 — Переможець Європейського Молодіжного Олімпійського Фестивалю (до 17 років). Париж (Франція). 55 кг

2006 — Чемпіон Європи серед юніорів (до 20 років). Таллінн (Естонія). 60 кг

2007 — Бронзовий призер Чемпіонату Європи серед молоді (до 23 років). Зальцбург (Австрія). 60 кг

2008 — Бронзовий призер Чемпіонату Європи серед молоді (до 23 років). Загреб (Хорватія). 60 кг
2009 — Чемпіон Європи.
2011 — Бронзовий призер чемпіонату світу в Парижі.

## Спортивні досягнення

### Виступи на Олімпіадах
| Олімпіада   | Дисципліна | Місце |
| Лондон 2012 | дзюдо 60   | 17    |
| Ріо 2016    | дзюдо 66   | 17    |

| Змагання                               | Золото | Срібло | Бронза |
| -------------------------------------- | ------ | ------ | ------ |
| Європейські ігри                       | 1      | 0      | 0      |
| Чемпіонати Світу                       | 1      | 1      | 2      |
| Чемпіонати Європи                      | 1      | 1      | 0      |
| Кубки світу / Гран-Прі / Великий шолом | 2      | 2      | 9      |
| Першість Європи (U23)                  | 0      | 0      | 2      |
| Першість Європи (U20)                  | 1      | 0      | 0      |
| Національні чемпіонати                 | 2      | 1      | 0      |
| Національні чемпіонати (U20)           | 0      | 0      | 2      |

В грудні 2013 року у Парижі на чемпіонаті Європи серед клубів з дзюдо здобув перемогу.
На початку червня 2016 року здобув золоту нагороду Континентального кубка в Мадриді.

## Соціальна діяльність
У 2019р. Георгій Зантарая заснував громадську організацію “Школа Георгія Зантарая”, відкрив спортивну залу для дітей на базі ДЮСШ «Юний спартаківець».Мета створення школи - зроби спорт доступнішим для дітей, незалежно від їх соціального становища. В школі тренуються діти з вадами слуху.

## Державні нагороди
- Орден «За заслуги» II ст. (15 липня 2019) —За досягнення високих спортивних результатів ІІ Європейських іграх у м. Мінську (Республіка Білорусь), виявлені самовідданість та волю до перемоги, піднесення міжнародного авторитету України[3]
- Орден «За заслуги» III ст. (9 вересня 2011) —За вагомий особистий внесок у розвиток і популяризацію фізичної культури і спорту в Україні, високу майстерність та багаторічну плідну професійну діяльність[4]

## Відомчі нагороди
1.   «За доблесть», 03.11.2014 р., №1066
2.   «За відвагу», 21.09.2018 р., №1214
3.    Медаль «10 років сумлінної служби», 24.03.2017 р., №346
4.   «Почесний Динамівець», 30.10.2018 р., №30

## Інтернет джерела
- СПОРТглавред. Дзюдо. Украинец Георгий Зантарая выигрывает мировое золото!
- ЧЄ
- Інтерв'ю для «СПОРТглавред».
- Інтерв'ю для «СПОРТ-експрес в Україні». [Архівовано 6 березня 2016 у Wayback Machine.]
- Профіль спортсмена на www.judoinfo.kiev.ua [Архівовано 7 березня 2016 у Wayback Machine.]
- Українець виборов перше місце на турнірі з дзюдо [Архівовано 6 червня 2016 у Wayback Machine.]